# Gargara asperulus
Gargara asperulus är en insektsart som beskrevs av Walker. Gargara asperulus ingår i släktet Gargara och familjen hornstritar. Inga underarter finns listade i Catalogue of Life.